# Campeonato Paraguayo de Fútbol 1910
El Campeonato Paraguayo de Fútbol de 1910 fue la cuarta edición del principal torneo de fútbol de Paraguay.
Para el campeonato de primera división de Paraguay se puso en juego la "Copa El Diario", trofeo que entregó el diario del mismo nombre. Seis equipos participaron en el torneo que se jugó en un sistema de dos rondas todos contra todos, siendo el equipo con más puntos al final de las dos rondas el campeón. 
El Club Libertad ganó su primer campeonato tras derrotar al Atlántida SC en un partido de playoffs.

## Desarrollo
|  | Finalistas. |

| Equipo               |
| -------------------- |
| Club Libertad        |
| Atlántida Sport Club |
| Club Nacional        |
| Club Olimpia         |
| Club Mbiguá          |
| Club Guaraní         |

### Final
| 9 de octubre de 1910 | Club Libertad | 2 - 1 | Atlántida Sport Club |  |  |

| Bandera de Paraguay   |
| Campeón Club Libertad |
| Primer título         |